# المساعدات الإنسانية خلال الحرب الفلسطينية الإسرائيلية
خلال الحرب الفلسطينية الإسرائيلية الجارية، ظهرت قضايا مهمة فيما يتعلق بالمساعدات الإنسانية لقطاع غزة. وقد أدى الحصار الإسرائيلي الأولي المفروض على غزة إلى منع دخول المساعدات الإنسانية لعدة أسابيع. ومع تقدم الحرب، سُمح بالمساعدات بكميات محدودة، حيث ذكرت كيانات مثل أوكسفام والاتحاد الأوروبي والمملكة المتحدة والأمم المتحدة أن إسرائيل منعت دخول المساعدات الإنسانية عمدًا. وقد ساهمت هذه القيود في حدوث أزمة إنسانية حادة ومجاعة. وأدت الغارات الجوية الإسرائيلية والقُيود المستمرة على دخول المساعدات إلى نقص كبير في الغذاء والإمدادات. وحذرت وكالات المعونة الإنسانية من العواقب الإنسانية الوخيمة الناجمة عن القيود المفروضة على المساعدات، خاصة بعد أن أعلن المانحون الغربيون الرئيسيون أنهم سيتوقفون عن تمويل وكالة الأمم المتحدة لإغاثة وتشغيل اللاجئين الفلسطينيين (الأونروا)، وهي وكالة الغوث الرئيسية في غزة.
وكانت كمية شاحنات المساعدات التي تصل إلى غزة قبل الحرب تتراوح ما بين 500 إلى 600 شاحنة يوميًا.

## خلفية
يعود تاريخ الإغلاق الإسرائيلي المفروض على حركة البضائع والأشخاص من وإلى قطاع غزة إلى عام 1991. وكانت هذه السياسة مؤقتة في البداية، ولكنها تطورت إلى تدبير إداري دائم في مارس 1993. ومنذ ذلك الحين، تباينت شدة الإغلاق، لكن لم يتم رفعه بشكل كامل. في عام 1994، قامت إسرائيل ببناء الحاجز بين غزة وإسرائيل كإجراء أمني. ومنذ ذلك الحين، توجد أربعة معابر حدودية بين إسرائيل وقطاع غزة عبر الجدار الفاصل: كرم أبو سالم، المنطار، إيريز، وصوفا. وعلى جميع البضائع المتجهة إلى القطاع وكذلك الصادرات التي تمر عبر إسرائيل استخدام أحد هذه المعابر، والخضوع للتفتيش الأمني قبل السماح لها بالدخول إلى غزة أو الخروج منها. بعد الانسحاب الإسرائيلي من قطاع غزة عام 2005، توقفت جميع أشكال التجارة واقتصر دخول البضائع على "الحد الأدنى الإنساني"، ولم يسمح إلا بالسلع "الضرورية لبقاء السكان المدنيين على قيد الحياة".

### الحصار الشامل (أكتوبر 2023)
وفي 9 أكتوبر، فرضت إسرائيل حصارًا شاملًا على قطاع غزة، مما منع دخول أي مساعدات إنسانية. وأغلقت مصر حدودها لمنع المدنيين من الفرار، لكنها قالت إنها ستسمح بإدخال المساعدات عبر معبر رفح. وبعد أسبوع، وعلى الرغم من الدعوات الدولية لتوصيل المساعدات، ظلت مئات الأطنان من المساعدات عالقة على الجانب المصري من الحدود، حيث قصفت إسرائيل المعبر، ورفضت طمأنة السلطات المصرية بأنها ستوقف الغارات الجوية على قوافل المساعدات المدنية. وفي إسرائيل، ورد أن السياسيين اليمينيين المتطرفين المتحالفين مع نتنياهو منعوا المساعدات لغزة. وفي 17 أكتوبر، ذكرت الأونروا أنه "لا يوجد حاليًا ماء أو كهرباء في غزة. وقريبًا لن يكون هناك طعام أو دواء أيضًا".

## استئناف دخول المساعدات بعد أكتوبر 2023

### التوصيل إلى جنوب غزة
في 18 أكتوبر/تشرين الأول، أعلنت إسرائيل أنها ستسمح بتسليم الغذاء والماء والأدوية إلى "المنطقة الآمنة" في غرب خان يونس في جنوب غزة، والتي توزعها الأمم المتحدة. وأعلن الرئيس الأمريكي جو بايدن أن مصر وافقت على السماح لعشرين شاحنة محملة بالمساعدات بدخول غزة بحلول 20 أكتوبر/تشرين الأول. وكانت أكثر من 100 شاحنة مساعدات تنتظر عند معبر رفح للدخول إلى غزة. وذكرت هيومن رايتس ووتش في بيان لها أنه بدون الكهرباء أو الوقود، فإن المساعدات المقدمة ستفشل في "تلبية احتياجات سكان غزة". وفي 19 أكتوبر/تشرين الأول، صرح المبعوث الأمريكي الخاص للقضايا الإنسانية في الشرق الأوسط ديفيد ساترفيلد بأن الولايات المتحدة تريد مساعدات مستدامة إلى غزة. وفي اليوم نفسه، صرح متحدث باسم منظمة أوكسفام أن توزيع المساعدات في غزة سيكون "تحديًا كبيرًا"، وأفادت الأمم المتحدة أن هناك حاجة إلى 100 شاحنة على الأقل يوميًا من المساعدات. وفي 21 أكتوبر/تشرين الأول، دخلت 20 شاحنة مساعدات إلى غزة. صرح أنطونيو غوتيريش أن منع وقوع "كارثة إنسانية" ليس كافيا. وقال مارتن غريفيث إن الأمم المتحدة تعمل على تطوير "عملية واسعة النطاق". وفي 22 تشرين الأول/أكتوبر، وبعد تسليم الشاحنات للمرة الثانية، أعلن بايدن ونتنياهو أنه سيستمر السماح بدخول المساعدات إلى غزة.

### التسليم أثناء وقف إطلاق النار المؤقت
وقد زادت كمية المساعدات التي تدخل غزة خلال وقف إطلاق النار المؤقت في تشرين الثاني/نوفمبر. في 26 تشرين الثاني/نوفمبر، وصلت أكبر شحنة من المساعدات الإنسانية إلى شمال غزة منذ بدء الصراع قبل شهرين تقريبًا. صرح فيليب لازاريني أن المساعدات التي تدخل غزة لا تزال غير كافية. وقال سامر عبد الجابر، مدير برنامج الأغذية العالمي، إن الناس يعانون من الجوع واليأس. وفي 28 تشرين الثاني/نوفمبر، أفاد البيت الأبيض أن أكثر من 2,000 شاحنة مساعدات دخلت غزة منذ 21 تشرين الأول/أكتوبر.

## استئناف الأعمال العدائية بعد وقف إطلاق النار في نوفمبر 2023

### ديسمبر 2023
في أعقاب استئناف الأعمال العدائية في 1 كانون الأول/ديسمبر، توقفت عمليات إيصال المساعدات إلى غزة. وأبلغ جيش الاحتلال الإسرائيلي الهلال الأحمر الفلسطيني أن دخول الشاحنات "محظور اعتبارا من اليوم" وحتى إشعار آخر. وفي نفس اليوم، أعلنت الولايات المتحدة أنها طلبت من إسرائيل التراجع عن القرار، وذكرت هذه الأخيرة أنها مستعدة للسماح بالمساعدات عند مستويات ما قبل وقف إطلاق النار. وفي 4 كانون الأول/ديسمبر، أفاد مكتب الأمم المتحدة لتنسيق الشؤون الإنسانية (أوتشا) أن حوالي 100 شاحنة مساعدات إنسانية و69,000 لتر من الوقود دخلت غزة يومي 3 و4 كانون الأول/ديسمبر. وكان هذا "أقل بكثير" من متوسط 170 شاحنة و110,000 لتر من الوقود التي كانت تدخل يوميًا خلال فترة وقف إطلاق النار المؤقت. في 4 ديسمبر/كانون الأول، صرحت لين هاستينغز، منسقة الشؤون الإنسانية التابعة للأمم المتحدة، أن "الظروف المطلوبة لإيصال المساعدات إلى سكان غزة غير متوفرة" وحذرت من "سيناريو جهنمي" يكون فيه توصيل المساعدات مستحيلًا تمامًا. شارك جوزيب بوريل تحذيرًا على وسائل التواصل الاجتماعي من مارتن غريفيث يفيد بأن هناك حاجة إلى وقف فوري لإطلاق النار حتى تتمكن الأمم المتحدة من مواصلة العمليات الإنسانية. وذكرت منظمة الصحة العالمية أن إسرائيل أطلقت النار على شاحنات الإغاثة الإنسانية التابعة لها في مدينة غزة.
في 15 كانون الأول ديسمبر، وافقت إسرائيل على إعادة فتح معبر كرم أبو سالم وأعلنت أن الولايات المتحدة ستدفع تكاليف تطوير معبر رفح. وبعد جولة في معبر رفح، صرح عضو البرلمان الأوروبي باري أندروز أنه يعتقد أن إسرائيل تتعمد تأخير دخول المساعدات إلى قطاع غزة. وفي 19 كانون الأول/ديسمبر، قصفت إسرائيل المقر الرئيسي للأونروا. صرح الأمين العام للأمم المتحدة أنطونيو غوتيريش بأن الطريقة التي تدير بها إسرائيل هجومها تعرقل وصول المساعدات لقطاع غزة. وفي 29 ديسمبر/كانون الأول، أطلقت إسرائيل النار على شاحنة مساعدات إنسانية تحمل شارة الأمم المتحدة. وأعلنت إسرائيل في 31 ديسمبر/كانون الأول أنها مستعدة للسماح لسفن المساعدات القادمة من قبرص بدخول غزة.

### يناير 2024
أسقطت فرنسا والأردن مساعدات جوية في 5 يناير/كانون الثاني. في 11 يناير، صرح سامر عبد الجابر، مدير برنامج الأغذية العالمي، أن المنظمة قدمت "مساعدات غذائية ضرورية لآلاف الأشخاص الذين يواجهون جوعًا كارثيًا" في مدينة غزة لأول مرة منذ أسابيع.
في 13 يناير 2024، أفاد مكتب الأمم المتحدة لتنسيق الشؤون الإنسانية أن كمية المساعدات التي تسمح إسرائيل بدخولها إلى إسرائيل قد انخفضت بشكل كبير منذ الشهر السابق. وقال عمر شاكر، مدير مكتب هيومن رايتس ووتش في إسرائيل وفلسطين: "هذه سياسة متعمدة للحكومة الإسرائيلية. المساعدات لا تصل إلى شمال غزة". انتقد العضوان في مجلس الشيوخ الأمريكي كريس فان هولين وجيف ميركلي تفتيش إسرائيل للمساعدات الإنسانية ووصفوه "بالتعسفي". وذكر بيان مشترك لرؤساء اليونيسف منظمة الصحة العالمية وبرنامج الأغذية العالمي أن الكمية المحدودة من المساعدات التي تصل إلى غزة لم تكن قادرة على منع "المزيج القاتل من الجوع وسوء التغذية والمرض". وأظهر مقطع فيديو منتشر على نطاق واسع حشودًا ضخمة من الجياع يندفعون نحو شاحنة إغاثة. وفي 16 كانون الثاني/يناير، توصلت إسرائيل وحماس لاتفاق يسمح إدخال مساعدات للمدنيين وأدوية للرهائن في غزة. في 19 كانون الثاني/يناير، أفاد مكتب الأمم المتحدة لتنسيق الشؤون الإنسانية أن إسرائيل رفضت ما يقرب من 70% من المساعدات التي يرسلها إلى شمال غزة. وفي 29 يناير/كانون الثاني، أفادت الأمم المتحدة أن إسرائيل رفضت إرسال 29 بعثة مساعدات إلى شمال غزة.
وفي أواخر كانون الثاني/يناير، أعلنت 15 دولة على الأقل عن تعليق تمويلها للأونروا وقال فيليب لازاريني، رئيس الوكالة، إن "عمليتنا الإنسانية، التي يعتمد عليها مليوني شخص كشريان حياة في غزة، تنهار". وقال المدير الإقليمي لمنظمة أطباء بلا حدود: "إذا أوقفت هذه الشاحنات، سيموت الناس من الجوع وبسرعة كبيرة". وحذرت الأونروا من أنه بدون استمرار التمويل، فإنها ستضطر إلى وقف عملياتها بحلول نهاية فبراير/شباط 2024.

### فبراير 2024

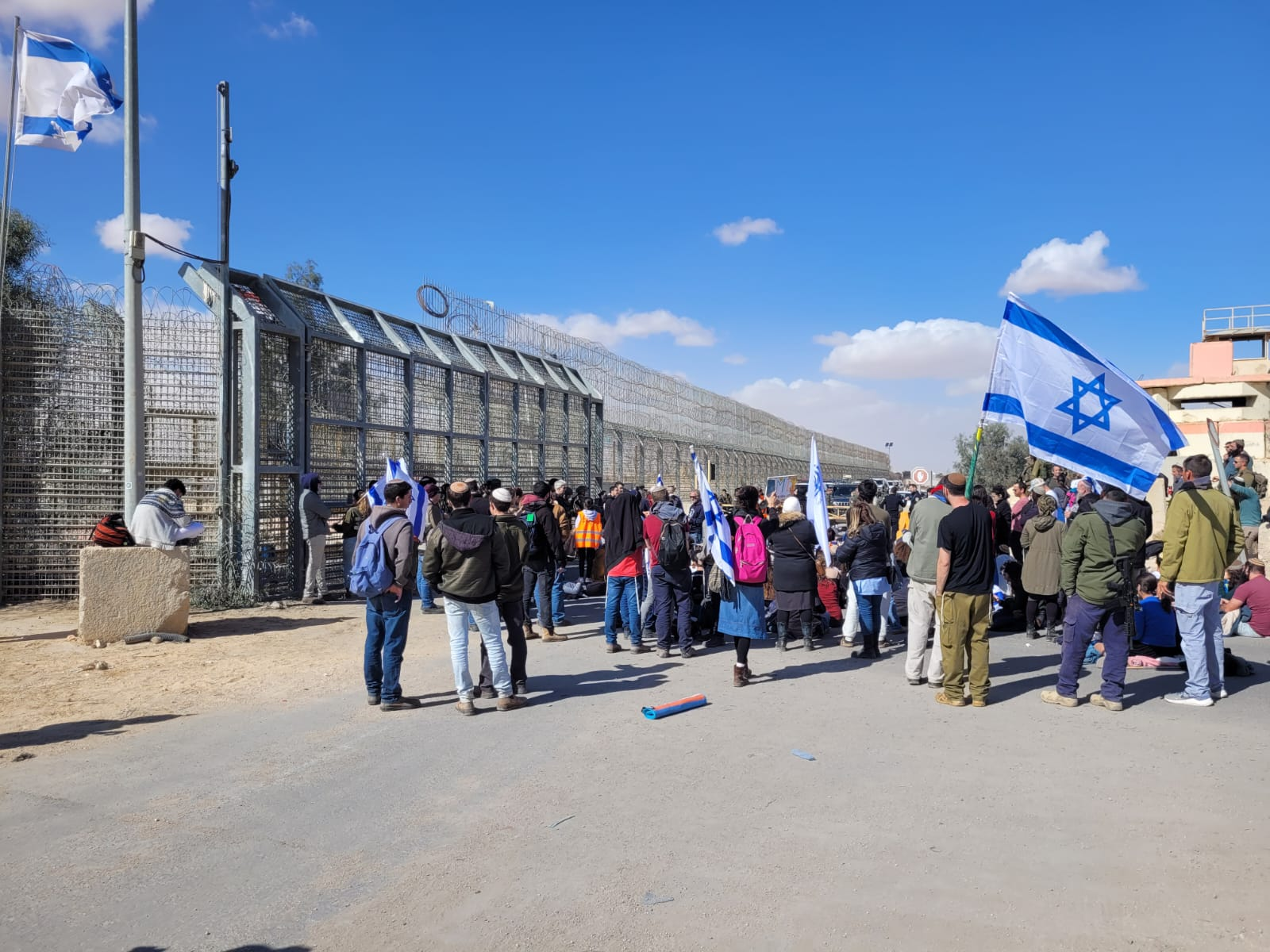
إسرائيليون يحاولون منع المساعدات الإنسانية من دخول غزة، فبراير 2024

في 11 فبراير 2024، قال المفوض العام للأونروا إن إسرائيل حجزت شحنة مساعدات تعادل إمدادات شهر بأكمله في ميناء أشدود الإسرائيلي. وأفاد مكتب الأمم المتحدة لتنسيق الشؤون الإنسانية أن إسرائيل سمحت لستة فقط من أصل 24 بعثة مساعدات تابعة للأمم المتحدة بالوصول إلى شمال غزة في شهر فبراير/شباط.
أعلن برنامج الغذاء العالمي في 20 فبراير عن وقف تسليم المساعدات إلى شمال غزة، قائلاً: "إن غزة معلقة بخيط رفيع، ويجب تمكين برنامج الأغذية العالمي من تفادي المجاعة بالنسبة لآلاف الأشخاص الذين يعانون بيأس من الجوع الشديد". وذكر برنامج الأغذية العالمي أن قافلة المساعدات الأخيرة التي قام بها كانت محاطة ب"حشود من الناس الذين هم بحاجة ماسة للمساعدات". وفي 20 شباط/فبراير، قُتل مدني فلسطيني واحد على الأقل أثناء انتظاره لتلقي المساعدات الإنسانية.
وفي مقال نشرته شبكة "سي إن إن" في 21 فبراير/شباط، ذكرت أنه وفقًا للوثائق التي فحصتها كل من الأمم المتحدة و"سي إن إن"، فقد تبين أن الجيش الإسرائيلي أطلق النار على قافلة إنسانية تابعة للأمم المتحدة تحمل إمدادات غذائية في 5 فبراير/شباط قبل منعها من دخول شمال قطاع غزة. وكان قد اتفق الجيش الإسرائيلي والأمم المتحدة على مسار القافلة، وكانت القافلة متوقفة عند نقطة احتجاز تابعة للجيش الإسرائيلي لأكثر من ساعة عندما تم استهدافها، مما أدى إلى تدمير جزء كبير من محتوياتها بما في ذلك دقيق القمح. وألقت الأمم المتحدة باللوم على "نيران البحرية الإسرائيلية".
وأسقطت الطائرات البريطانية والأردنية أدوية ومساعدات أخرى على مستشفى تل الهوى شمال قطاع غزة. وحذرت المنظمات الإنسانية من أن الهجوم على رفح قد يؤدي إلى وقف حتى المساعدات المحدودة التي تدخل غزة. في 22 فبراير، صرح المفوض العام الأونروا فيليب لازاريني بأن المنظمة وصلت إلى "مرحلة الانهيار"، وأن الخدمات الإنسانية المستمرة الآن "مهددة بشكل خطير". وأظهرت صور الأقمار الصناعية أكثر من 1000 شاحنة مساعدات على الجانب المصري من الحدود في انتظار العبور إلى غزة. وبحلول أواخر فبراير، كانت أربع شاحنات فقط تدخل يوميا، مقارنة ب133 شاحنة في بداية الشهر. وفي 23 فبراير، أعلنت الأونروا أنها لم تعد قادرة على العمل في شمال غزة، حيث انهار النظام المدني بسبب القصف الإسرائيلي والقيود المفروضة على الغذاء. وذكرت الأونروا أن المساعدات لم تصل إلى شمال غزة منذ شهر.
وفي 25 فبراير/شباط، أظهرت صور الأقمار الصناعية ما يصل إلى 2000 شاحنة مساعدات إنسانية على الحدود المصرية في انتظار الدخول إلى غزة. صرح مدير برنامج الأغذية العالمي لحالات الطوارئ أن هناك ما يكفي من الغذاء في انتظار دخول غزة لإطعام جميع السكان، إلا أنه تأخر بسبب الهجمات الإسرائيلية المستمرة و"التأخير عند نقاط التفتيش". وفي 26 فبراير، ذكرت مديرة الوكالة الأمريكية للتنمية الدولية، سامانثا باور، أن 85 شاحنة مساعدات إنسانية فقط دخلت في الأسبوع الماضي، بينما كانت هناك حاجة إلى 500 شاحنة يوميًا. وفي اليوم نفسه، سُمح لعشر شاحنات بالدخول إلى شمال غزة، ووصف ذلك بأنه "قليل" مما هو مطلوب. وقتل عشرة أشخاص في انتظار المساعدات. وهاجمت القوات الإسرائيلية الأشخاص الذين ينتظرون المساعدات في مناسبات متعددة. أجرى سلاح الجو الأردني أكبر عملية إنزال جوي له خلال الحرب، حيث قام بإسقاط المساعدات بالمظلات على أحد عشر موقعًا على طول ساحل غزة. في اليوم التالي، قامت القوات الجوية المصرية بإنزال الإسعافات الأولية للحرب، حيث أسقطت 45 طنًا من المساعدات. ووصف برنامج الغذاء العالمي عمليات الإنزال الجوي بأنها خيار الملاذ الأخير.
في 27 فبراير، ذكرت منظمة أطباء بلا حدود أن "توفير المساعدات داخل القطاع يكاد يكون مستحيلاً بسبب تجاهل إسرائيل الكامل لحماية وسلامة البعثات الطبية والإنسانية وموظفيها، مما يؤدي إلى حرمان الناس من المساعدات المنقذة للحياة. وهذا الواقع يجعل الاستجابة الإنسانية في غزة مجرد وهم". ووصفت النظام الحالي للمساعدات الإنسانية بأنه "معطل"، بسبب القيود الصارمة المفروضة على المساعدات والقصف الإسرائيلي المستمر.

### مارس 2024
اقترح وزير الخارجية الهولندي هانكه بروينز سلوت، توفير الماسحات الضوئية لتسريع عملية تفتيش المساعدات الإنسانية. وأفاد برنامج الغذاء العالمي قائلاً: "نحن بحاجة إلى نقاط دخول إلى شمال غزة تسمح لنا بتوصيل ما يكفي من الغذاء لنصف مليون شخص في حاجة ماسة إليها". وخلص تقرير صادر عن منظمة اللاجئين الدولية إلى أن مصر كثفت مراقبتها وتنظيمها لشاحنات المساعدات الإنسانية استجابة للضغوط الإسرائيلية للسماح بدخول اللاجئين. وشكلت وزارة الداخلية في غزة "لجان الحماية الشعبية" المسلحة لتحل محل شرطة غزة التي تم حلها بعد ضربات إسرائيلية مستهدفة. وفي 12 مارس، سلم المغرب 40 طنا من المساعدات من مطار بن غوريون إلى معبر كرم أبو سالم. وفي اليوم نفسه، أعلن برنامج الأغذية العالمي أنه قام بتسليم المواد الغذائية إلى شمال غزة للمرة الأولى منذ ما يقرب من شهر. وقال محمد شوشة، محافظ شمال سيناء، إن حوالي 7000 شاحنة تنتظر دخول غزة.
في 8 مارس/آذار، ذكرت مجلة "نيوساينتست" أن مجموعات الإغاثة تفتقر إلى خطط طويلة المدى لتلبية الاحتياجات الصحية في غزة. وصفت منظمة أنقذوا الأطفال المشكلات المتعلقة بإيصال المساعدات، قائلة: "هناك الكثير من الركام والدمار حولها، مما يجعل من الصعب جسديًا... توصيل إمداداتنا عند وصولها". صرح جيمس إلدر، ممثل اليونيسف، في 17 مارس/آذار، أنه من "الغضب" أن تنتظر العديد من الشاحنات الإنسانية لدخول غزة بينما يتضور الناس جوعا. وفي 19 مارس/آذار، أفادت الأمم المتحدة أن إسرائيل سمحت لأقل من نصف قوافل المساعدات المقرر إرسالها إلى شمال غزة. وفي أواخر مارس/آذار، دعا كبير الدبلوماسيين في الاتحاد الأوروبي جوزيب بوريل إسرائيل إلى السماح لرئيس الأونروا فيليب لازاريني بدخول غزة. في 22 مارس/آذار 2024، سُمح فقط ل35 شاحنة مساعدات إنسانية بالدخول إلى قطاع غزة. وفي 25 مارس، أعلنت إسرائيل أنها لن تعمل بعد الآن مع الأونروا في غزة.
وخلال اقتحام مستشفى الشفاء، اغتالت القوات الإسرائيلية فايق المبحوح المنسق الأمني الذي نجح في إدخال عدد من شاحنات المساعدات إلى شمال غزة في اليومين السابقين لأول مرة منذ 4 أشهر. ووفقا لإسرائيل، كان المبحوح "ينسق بين أجهزة حماس في قطاع غزة". وبعد الموافقة على طلب طارئ من جنوب إفريقيا، أمرت المحكمة الجنائية الدولية إسرائيل بتقديم المزيد من المساعدات الإنسانية إلى غزة.

#### الإنزالات الجوية

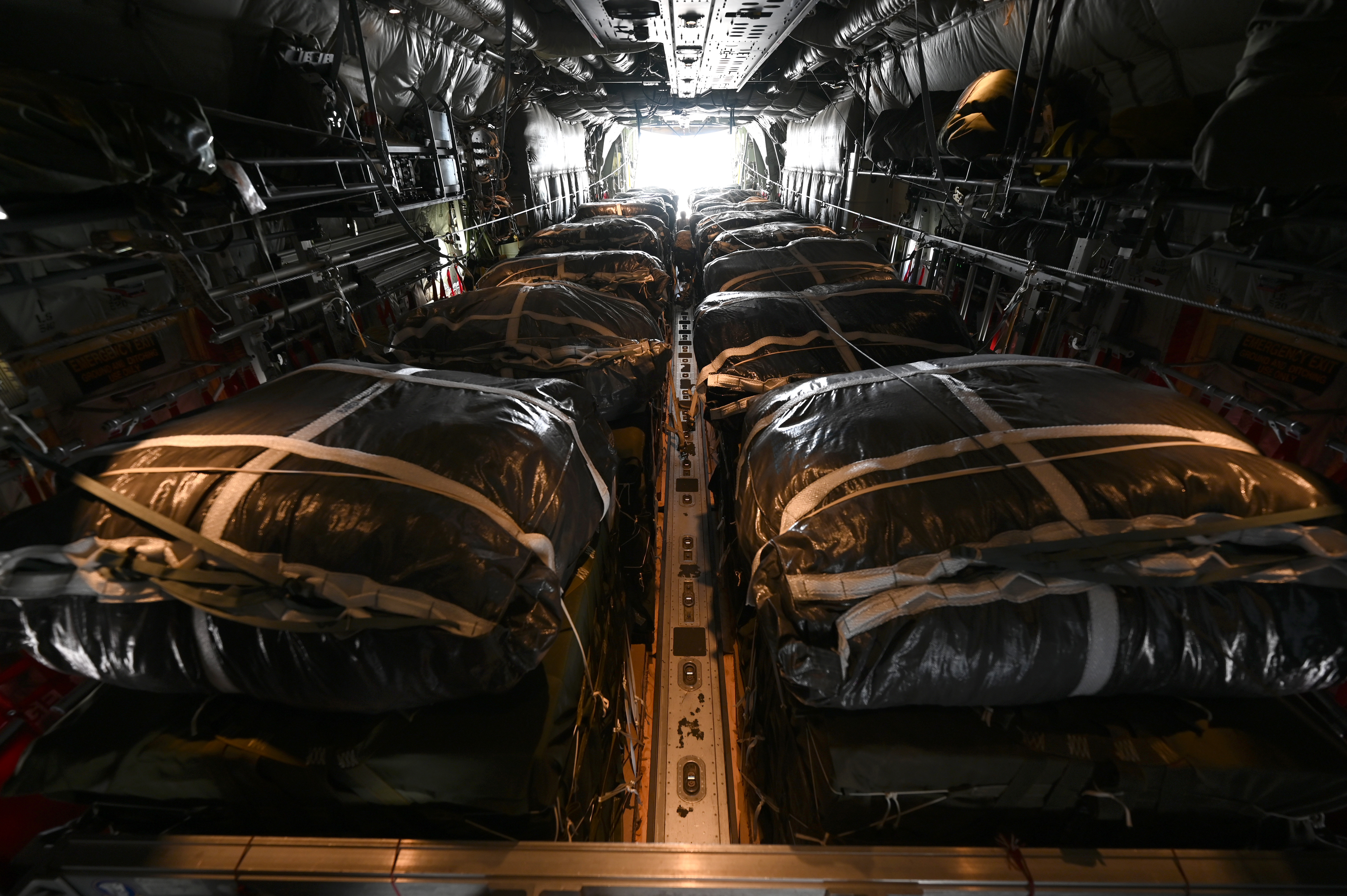
صورة لإسقاط مساعدات جوية أمريكية على غزة. ووصفت منظمة أوكسفام هذا الانخفاض بأنه "غير فعال"، و"رمزي" من قبل مدير سابق للوكالة الأمريكية للتنمية الدولية.

في 1 مارس 2024، بدأت الولايات المتحدة عمليات إسقاط جوي للمساعدات إلى غزة، حيث صرح متحدث باسم البيت الأبيض بأنها تستكشف خيار الممر البحري لبدء توصيل المساعدات الإنسانية. صرح ريك بيبيركورن، ممثل منظمة الصحة العالمية، أن "الطريقة الأبسط والأكثر أمانًا والأكثر فعالية لتوصيل المساعدات للناس هي عبر المعابر. وليس معبر رفح فقط. بل ينبغي [أيضًا] معبر كرم أبو سالم". صرح جيريمي كونينديك، رئيس منظمة اللاجئين الدولية، عن عمليات الإنزال الجوي الأمريكية: "هذا ليس كافيًا لإحداث تغيير ملموس في الأزمة الإنسانية... لقد جعل الهجوم العسكري الإسرائيلي من المستحيل تقريبًا وجود عمليات إنسانية عادية". في غزة".
صرح ديف هاردن، المدير السابق للوكالة الأمريكية للتنمية الدولية، أن "عمليات الإنزال الجوي رمزية ومصممة بطرق لاسترضاء القاعدة المحلية". وانتقد رئيس المساعدات الطبية للفلسطينيين حملة الإنزال الجوي، قائلا: "يجب على الولايات المتحدة والمملكة المتحدة وآخرين التأكد من أن إسرائيل تفتح على الفور جميع المعابر إلى غزة للحصول على المساعدات". وذكرت منظمة أوكسفام أنها لا تدعم عمليات إسقاط المساعدات "غير الفعالة" ووصفتها بأنها وسيلة "لتخفيف ضمير كبار المسؤولين الأمريكيين". ووصفت قناة الجزيرة الإنجليزية عمليات الإنزال الجوي بأنها "مشهد سخيف يستهدف كاميرات الأخبار أكثر من الأشخاص الذين يحتاجون إليها".
في 5 مارس/آذار، منع الجيش الإسرائيلي 14 شاحنة مساعدات تابعة لبرنامج الأغذية العالمي من الدخول إلى شمال غزة. ومع ذلك، في أعقاب مجزرة الطحين، أشارت الأمم المتحدة إلى أن "إسرائيل ترى بوضوح مدى صعوبة تقديم المساعدة" وأنها حصلت على "تعاون أكبر بكثير من إسرائيل نتيجة لهذا الإدراك".
وأفاد المدنيون أن بعض الوجبات التي تم إسقاطها جواً كانت غير صالحة للأكل دون تسخينها بالميكروويف، وهو أمر مستحيل لأن غزة لم تحصل على الكهرباء منذ بداية الحرب. وعقب عملية إسقاط جوي أدت إلى مقتل خمسة أشخاص، قال المكتب الإعلامي في غزة إن: "عمليات الإنزال الجوي غير مجدية، وليست الطريقة المثلى لإدخال المساعدات".

#### ميناء مؤقت
في 7 مارس، أعلنت الولايات المتحدة من مشروع إنشاء ميناء في غزة لاستقبال المساعدات عبر ممز بحري من قبرص. وبحسب ما ورد سيستغرق إنشاء الميناء عدة أسابيع، لكنه سيكون قادرًا على استقبال السفن الكبيرة التي يقال إنها ستحمل الغذاء والماء والأدوية والملاجئ المؤقتة بعد أن يقوم المسؤولين الإسرائيليين بتفتيش المساعدات في قبرص. اقترح ديفيد كاميرون أن الرصيف قد يستغرق أشهرًا حتى يتم إعداده بالكامل. واقترحت الولايات المتحدة في وقت لاحق أن بناء الرصيف سيستغرق ما يصل إلى شهرين.
أعلنت المفوضية الأوروبية وحلفاؤها - بما في ذلك ألمانيا واليونان وإيطاليا وهولندا وجمهورية قبرص والإمارات العربية المتحدة والمملكة المتحدة والولايات المتحدة - عن نيتهم فتح "ممر بحري لتوصيل الإمدادات الإضافية التي تشتد الحاجة إليها". كميات من المساعدات الإنسانية عن طريق البحر”. وفي برنامج تجريبي، أرسلت السفينة أوبن آرمز إلى ميناء صغير في غزة، مع المساعدات التي قدمها المطبخ المركزي العالمي. وصرح وزير الخارجية الأمريكي بأن الممر البحري كان جزءًا من خطته "لإغراق المنطقة" بالمساعدات. وفي 15 مارس/آذار، أعلن جيش الجيش الإسرائيلي أنه تم توزيع 12 شاحنة محملة بالمساعدات الإنسانية في شمال غزة.
أصدر مدير منظمة أنقذوا الأطفال بيانًا ينتقد الفترة التي سيستغرقها إنشاء الرصيف، قائلاً: "لا يستطيع الأطفال في غزة الانتظار لتناول الطعام. إنهم يموتون بالفعل بسبب سوء التغذية وإنقاذ حياتهم هو مسألة ساعات أو أيام - وليس أسابيع". كما انتقدت لجنة الإنقاذ الدولية الرصيف وطالبت الولايات المتحدة بالضغط على إسرائيل لرفع الحصار وفتح معبري المنطار وإيريز البريين. وقالت منظمة العون الطبي للفلسطينيين في بيان لها إن "عمليات الإنزال الجوي والموانئ البحرية المؤقتة وما شابه ذلك ليست حلولاً واقعية أو دائمة لدرء المجاعة التي تلوح في الأفق والحفاظ على الحياة في غزة". صرح أفريل بينوا، المدير التنفيذي لمنظمة أطباء بلا حدود، أن الرصيف كان "صرفًا صارخًا عن المشكلة الحقيقية: الحملة العسكرية الإسرائيلية العشوائية وغير المتناسبة والحصار العقابي". وقالت سيغريد كاغ ومديرة مكتب الأمم المتحدة لخدمات المشاريع: "بالنسبة لتوصيل المساعدات على نطاق واسع، لا يوجد بديل حقيقي للعديد من الطرق البرية ونقاط الدخول من إسرائيل إلى غزة".
وفي أبريل/نيسان، عندما بدأت القوات الأمريكية في بناء الميناء، تعرض لهجوم بقذائف الهاون بالقرب من المكان الذي سيتصل فيه بغزة. ولم تعلن أي جماعة مسؤوليتها عن المشروع، لكن حماس أعلنت في وقت سابق أنها "ستقاوم أي وجود عسكري أجنبي متورط في مشروع الميناء".

### أبريل 2024
في أوائل أبريل 2024، بعد استهداف عمال المطبخ المركزي العالمي، أعلن مجلس الوزراء الإسرائيلي عن أنها ستسمح بمزيد من المساعدات إلى غزة، بما في ذلك فتح معبر إيريز الحدودي. كان من المتوقع أن تسمح إسرائيل ب300-350 شاحنة إغاثة إلى غزة يومياً، على الرغم من أن هذا ما زال أقل من كمية ما قبل الحرب من 500-600. في تقرير نشره الجيش الإسرائيلي في أبريل 2024، أبلغ عن أن إسرائيل سمحت بدخول 19776 شاحنة للمساعدات الإنسانية إلى غزة عبر معبري كرم أبو سالم ونيتسانا. وبحسب ما ورد من تقارير، أحضر الشاحنات 369،990 طن من المساعدات، بالإضافة إلى تقارير تقارير عن 50 قطرة جوية على الأقل من حوالي 3000 حزم وست مستشفيات ميدانية تم إنشاؤها.
وفي 10 أبريل/نيسان، أعلنت إسرائيل أنها سمحت بدخول 419 شاحنة إلى غزة، وهو أعلى رقم منذ بداية الحرب. كما زعمت أن 468 شاحنة ذهبت في اليوم الموالي. وقد انتقدت الأمم المتحدة والأونروا ومكتب الأمم المتحدة لتنسيق الشؤون الإنسانية والهلال الأحمر هذا الأمر. وقال مكتب الأمم المتحدة لتنسيق الشؤون الإنسانية إنه عندما يقوم مكتب تنسيق الأنشطة الحكومية في المناطق بفحص الشاحنات، فإنها عادة ما تكون نصف ممتلئة ويتم ملؤها على الجانب الآخر. وتزعم أن إسرائيل تضخم عدد شاحنات المساعدات من خلال هذه التقنية.
وفي الوقت نفسه، ذكرت صحيفة فايننشال تايمز أنه "يمكن فقط دخول أو توزيع قدر ضئيل من المساعدات الإنسانية إلى غزة كل يوم". وفي 16 أبريل، صرح مسؤول كبير في مكتب الأمم المتحدة لتنسيق الشؤون الإنسانية أنه في الأسبوع السابق، "رفض 41 بالمائة من الطلبات الإنسانية المقدمة إلى الشمال". وذكرت الأمم المتحدة أنه منذ بداية أبريل/نيسان، دخلت غزة في المتوسط 181 شاحنة يوميا. طلب وزير التنمية الدولية الكندي معلومات من الحكومة الإسرائيلية بعد أن ذكرت مؤسسة التنمية والإغاثة الدولية أن شاحنة المياه الخاصة بها قد دمرت في هجوم "مستهدف". وذكرت الأمم المتحدة أن إسرائيل قامت بتسهيل 55 بالمائة فقط من بعثات المساعدات التي أرسلتها إلى شمال غزة في أبريل/نيسان.
وذكر مكتب الأمم المتحدة لتنسيق الشؤون الإنسانية أن "الطرق التي لا تزال متاحة لاستخدام المنظمات الإنسانية تكون في كثير من الأحيان مسدودة بالحطام، ومزدحمة بشدة، وملوثة بالذخائر غير المنفجرة".

### مايو 2024
أُعيد فتح معبر إيريز في 1 مايو/أيار. وقالت إسرائيل إن العدد المستهدف لشاحنات المساعدات يوميا هو 500. وزعمت الولايات المتحدة أن حماس استولت على أول شحنة مساعدات وصلت. هاجم المستوطنون الإسرائيليون شحنة مساعدات أردنية، مما دفع جوزيب بوريل إلى القول: "إنه لأمر مؤسف أن الناس الذين لا يفتقرون إلى شيء يمنعون الغذاء من الوصول إلى المحتاجين". ذكرت الولايات المتحدة أنها على وشك الانتهاء من رصيفها العائم المؤقت.
وبعد هجوم صاروخي لحماس أدى إلى مقتل أربعة جنود إسرائيليين وإصابة آخرين في كرم أبو سالم، أغلقت إسرائيل المعبر. وكانت إسرائيل أعلنت إعادة فتحه بعد مكالمة هاتفية بين بايدن ونتنياهو بعد فترة وجيزة، وسط بداية التوغل الإسرائيلي في رفح، إلا أن هيئة المعابر بقطاع غزة نفت ذلك. لكن بحسب الأمم المتحدة، لم تدخل أي مساعدات إلى المعبر لأنه لم يكن هناك أحد على الجانب الفلسطيني قادر على الوصول إليه.
وأغلق معبر رفح الحدودي بعد سيطرة إسرائيل عليه. ورداً على ذلك، قالت منظمة أطباء بلا حدود: "سيكون لهذا تأثير مدمر حيث أن المساعدات القادمة عبر هذا المعبر تشكل شريان حياة لقطاع غزة بأكمله". صرح المتحدث باسم مكتب الشؤون الإنسانية التابع للأمم المتحدة أن "الشريانين الرئيسيين لإيصال المساعدات إلى غزة مغلقان حاليًا". وذكرت الأمم المتحدة أنها لم تتمكن من الوصول إلى معبر رفح، حيث رفض مكتب تنسيق أعمال الحكومة في المناطق ذلك. وذكر المكتب الإعلامي لحكومة غزة في 9 مايو/أيار أن 400 شاحنة مساعدات مُنعت من الدخول إلى رفح خلال ال48 ساعة الماضية. وذكرت المجموعات الدولية أن الهجوم على رفح يهدد بانهيار العمليات الإنسانية. وذكر الشريك المحلي لمنظمة أكشن إيد أنه أوقف العمليات الإنسانية مؤقتًا في رفح.
أوقفت الأمم المتحدة توزيع المواد الغذائية في رفح قائلة: "بدون إمكانية الوصول عبر الحدود إلى أي إمدادات ودون الوصول إلى مراكز التوزيع الخاصة بنا، فإننا ببساطة غير قادرين على توزيع المواد الغذائية". وذكر مكتب الأمم المتحدة لتنسيق الشؤون الإنسانية أنه "لم يتبق شيء تقريبًا لتوزيعه في غزة". ذكرت اللجنة المستقلة لتأثير المساعدات أن إسرائيل تمنع المساعدات البريطانية من دخول غزة. وذكرت جمعية جيشا أن منسق أعمال الحكومة في المناطق يقوم بإلقاء البضائع على الجانب الإسرائيلي من معبر كيرم شالوم. وفي 23 مايو، صرح مكتب الأمم المتحدة لتنسيق الشؤون الإنسانية أنه "إذا لم تبدأ المساعدات في دخول غزة بكميات هائلة، فسوف ينتشر اليأس والجوع". وكانت الأغذية المنتظرة للدخول إلى معبر رفح قد فسدت بحلول أواخر مايو/أيار.
تعرض الرصيف العائم في غزة لأضرار في عاصفة نقل على إثرها إلى إسرائيل لإصلاحه. وذكرت منظمة أطباء بلا حدود أنهم شهدوا "مزيدًا من الخنق لقطاع غزة" حيث أدى نقص الوقود إلى انخفاض كمية المياه الموزعة بمقدار سبعة أثمان. وذكرت الأمم المتحدة أن تسليم المساعدات انخفض بنسبة 67 بالمئة في مايو/أيار. في 29 مايو، أعلن المطبخ المركزي العالمي أنه سيوقف عملياته في رفح وسط الهجمات الإسرائيلية.

## مشاكل التوصيل
في 27 أكتوبر، صرحت لين هاستينغز، منسقة الأمم المتحدة للشؤون الإنسانية لفلسطين، بأن إسرائيل تعارض تسليم المساعدات الإنسانية إلى شمال غزة. ونتيجة لذلك، سيتعين على موظفي الأمم المتحدة المخاطرة بحياتهم إذا تقرر أن هذه المساعدات ستكون "منقذة للحياة" للأشخاص المحتاجين. صرح فيليب لازاريني "قريبا سيموت الكثير" بسبب الحصار الإسرائيلي.
وقد تسببت الهجمات المباشرة التي شنتها إسرائيل على البنية التحتية للاتصالات السلكية واللاسلكية، وقطع الكهرباء ونقص الوقود، في انهيار شبه كامل لأكبر مزودي شبكات الهاتف المحمول في غزة. كما أدى انقطاع التيار الكهربائي إلى إعاقة خدمات الطوارئ، مما يزيد من صعوبة تحديد أماكن المصابين، كما أعاق عمل وكالات الإغاثة الإنسانية والصحفيين أيضا. وأعلنت الأمم المتحدة أن انقطاع الاتصالات أدى إلى توقف تسليم المساعدات بشكل كامل. في 29 أكتوبر، أعلنت إسرائيل عن منطقة إنسانية في خان يونس، إلى جانب الادعاء بأن شاحنات المساعدات ستزداد "بشكل كبير". في 30 أكتوبر، ضغطت مديرة مكتب تنسيق الشؤون الإنسانية، ليزا دوتن، على مجلس الأمن التابع للأمم المتحدة لاستخدام نقاط دخول إضافية إلى غزة، مقترحة أن معبر كرم أبو سالم هو المدخل الوحيد المجهز للتعامل السريع مع عدد كبير بما فيه الكفاية من الشاحنات. وفي 13 نوفمبر/تشرين الثاني، أعلنت الأمم المتحدة أنه لم يعد لديها ما يكفي من الوقود لتوصيل المساعدات الإنسانية إلى غزة، مما دفع وزيرة الخارجية الكندية ميلاني جولي إلى القول: "هذا غير مقبول". في 17 نوفمبر، أوقفت الأمم المتحدة تسليم المساعدات مرة أخرى بسبب نقص الوقود وانقطاع الاتصالات.
في مارس 2024، بعد إقرار التشريع الأمريكي الذي يحظر تمويل الأونروا حتى مارس 2025 على الأقل، صرح رئيس المنظمة التابعة للأمم المتحدة بأنه "باعتبارها العمود الفقري للاستجابة الإنسانية، فإن أي فجوة في تمويل الأونروا ستعمل على تقويض إمكانية الوصول إلى الغذاء والمأوى والمساعدة الإنسانية والرعاية الصحية الأولية والتعليم". وذكرت الأمم المتحدة ووكالات الإغاثة الأخرى أن تأخير التأشيرات كان جزءًا من القيود المفروضة على المساعدات الإنسانية.

### إسرائيل تمنع المساعدات
وقبل السماح لها بالدخول إلى غزة، تخضع شاحنات المساعدات الإنسانية لقائمة صارمة من القواعد والأنظمة التي يستند إليها المفتشون الإسرائيليون. وأوضح الرئيس الأمريكي والمدير التنفيذي لمنظمة إنقاذ الطفولة، جانتي سويريبتو، اللوائح المعقدة للصحفيين التي تسببت في إرجاع العناصر، مثل الفوط الصحية بسبب مقص الأظافر الموجود في مجموعة أدوات النظافة، أو أكياس النوم لأنها تحتوي على سحابات. وقد أثار مسؤول إنساني على اتصال بوحدة تنسيق أعمال الحكومة في المناطق الإسرائيلية ادعاءات بأن حالات الرفض ترجع إلى أن الوحدة تعمل بقائمة قديمة فقط من عام 2008 وغياب التوجيه الرسمي. واتهم آخرون، مثل كبير دبلوماسيي الاتحاد الأوروبي جوزيب بوريل إسرائيل باستخدام التجويع عمدا كسلاح في الحرب. كما لا تسمح إسرائيل بشراء المساعدات الإنسانية المتجهة إلى غزة من إسرائيل أو الضفة الغربية، أو باستخدام الموانئ الإسرائيلية. كما أغلقت جميع نقاط التفتيش بين إسرائيل وغزة باستثناء واحدة. وصرح وزير الخارجية المصري سامح شكري أن "العوائق الإسرائيلية" تعيق إيصال المساعدات الإنسانية. وذكرت منظمة الصحة العالمية أن "طلباتها لتوصيل الإمدادات غالبا ما يتم حظرها أو رفضها" من قبل إسرائيل. صرح أنطونيو غوتيريش، الأمين العام للأمم المتحدة، أن تخفيف الظروف في غزة "يتطلب من إسرائيل إزالة العوائق والاختناقات المتبقية أمام الإغاثة".
توصل تحقيق إلى أن إسرائيل تمنع أدوية السرطان، وأكياس النوم، وأقراص تنقية مياه الشرب، ومستلزمات الأمومة من دخول غزة، مما دفع رئيسة منظمة أنقذوا الأطفال الأمريكية إلى التصريح بأنها "لم تر قط شيئًا مثل مستوى الحواجز التي يتم وضعها لعرقلة المساعدات الإنسانية". صرحت النائب روزينا ألين خان أن إسرائيل منعت مرشحات المياه من دخول غزة، متسائلة بلاغيًا: "ما هو التهديد الذي يشكله مرشح المياه، الذي توفره حكومة المملكة المتحدة؟" ذكرت الأمم المتحدة أن إسرائيل رفضت شاحنات المساعدات لأنها تحمل مقصات طبية. في 6 مارس/آذار، واصلت إسرائيل منع دخول شحنة كبيرة من الدقيق الأمريكي إلى غزة، بعد أن منعت دخولها لمدة 46 يومًا. في 7 مارس 2024، منعت الشرطة الإسرائيلية قافلة مساعدات نظمتها مجموعة التعاون اليهودية العربية نقف معا.
صرح رئيس الهيئة الأمريكية لمساعدة اللاجئين في الشرق الأدنى أن "بعض الحكومات - ليس فقط الولايات المتحدة ولكن حكومات أخرى أيضًا - التي اعتقدت أنها ستحقق المزيد من التقدم مع الإسرائيليين بشأن المساعدات الأرضية، رفعت أيديها وقالت: حسنًا، دعونا نفعل ذلك". "إنزال جوي."  وفي مقابلة مع مجلة نيويوركر ، صرح السيناتور الأمريكي كريس فان هولين ، أن "مسؤولي الإدارة قد أدركوا أن حكومة نتنياهو وضعت حواجز غير مقبولة أمام إيصال المساعدات الإنسانية إلى غزة". ووصفت كاثرين راسل ، رئيسة اليونيسيف، نظام الموافقة البيروقراطي الإسرائيلي بأنه كافكاوي . وردًا على إعلان إسرائيل أنها لن تسمح للأونروا بعد الآن بتقديم المساعدات إلى شمال غزة،  مارتن غريفيث : "إن قرار منع قوافل الغذاء إلى الشمال لا يؤدي إلا إلى دفع الآلاف إلى حافة المجاعة. ويجب إلغاؤه". صرح جوزيب بوريل من الاتحاد الأوروبي أن "هناك ما يكفي من الغذاء للأشخاص الذين يتضورون جوعًا في غزة مخزنًا وينتظرون الدخول عبر الطرق البرية".
صرحت منظمة جيشا، وهي منظمة إسرائيلية لحقوق الإنسان، أن إسرائيل تمنع المواد ذات الاستخدام المزدوج وأنها قدمت التماسًا إلى المحكمة العليا الإسرائيلية لتأمر إسرائيل بالوفاء بالتزاماتها تجاه المدنيين في غزة. في أبريل 2024، ذكر تحالف أسطول الحرية أن رحلة المساعدات المقررة إلى غزة قد تأخرت بسبب حاجز إداري "بدأته إسرائيل في محاولة لمنع مغادرتنا". وبحسب ما ورد وجد تقييم داخلي أجرته الوكالة الأمريكية للتنمية الدولية أن إسرائيل "لا تظهر حاليًا الامتثال الضروري" لمطلب عدم إعاقة الدول "نقل إيصال المساعدات الإنسانية الأمريكية".

#### احتجاجات إسرائيلية ضد المساعدات
بتاريخ 21/12/2023، حاول نشطاء إسرائيليون إغلاق معبر كرم أبو سالم لمنع دخول المساعدات الإنسانية إلى قطاع غزة. وفي 9 يناير/كانون الثاني، أوقفت الشرطة عائلات الأسرى في محاولة لمنع وصول المساعدات الإنسانية. وفي 19 يناير/كانون الثاني، توعدت عائلات الأسرى باتخاذ "إجراءات متطرفة"، بما في ذلك منع المساعدات الإنسانية. واحتج المئات ضد دخول المساعدات الإنسانية عند معبر كرم أبو سالم في 24 يناير/كانون الثاني 2024. ومنع المتظاهرون المساعدات مرة أخرى يومي 25 و26 يناير/كانون الثاني. وفي 28 يناير/كانون الثاني، أعلن الجيش الإسرائيلي معبر كارم أبو سالم "منطقة عسكرية مغلقة". وتم اعتقال أربعة مستوطنين بتهمة إطلاق الغاز المسيل للدموع وإلقاء الحجارة على سائقي شاحنات توصيل المساعدات. ومنع المتظاهرون المساعدات مرة أخرى في 30 يناير/كانون الثاني. في 30 يناير، صرح بيني غانتس وغادي آيزنكوت أنهما يدرسان الحد من المساعدات الإنسانية إلى غزة. في 31 يناير، دعا وزير الأمن القومي إيتمار بن غفير نتنياهو إلى التوقف عن إرسال المساعدات إلى غزة.
وتم اعتقال 30 شخصا كانوا يحتجون على المساعدات المقدمة لغزة في 31 يناير. في 1 شباط/فبراير، منعت الاحتجاجات شاحنات المساعدات من مغادرة ميناء أشدود. في 2 فبراير، أغلق المتظاهرون معبر نيتسانا في 6 فبراير، أفادت القناة 12 أنه تم منع 132 شاحنة مساعدات من دخول معبر كارم أبو سالم. وفي 7 فبراير/شباط، نصب الإسرائيليون خيامًا في منطقة كرم أبو سالم لمنع دخول المساعدات إلى غزة. ومنع المتظاهرون المساعدات عند معبر نيتسانا في 9 فبراير/شباط. وأغلق المتظاهرون معبر كارم أبو سالم في 12 فبراير/شباط. وفي 14 شباط/فبراير، قال أحد الأشخاص الذين يمنعون دخول المساعدات الإنسانية إلى غزة: "لا يمكننا أن نقدم لهم أغذية جيدة". وأفاد مكتب الأمم المتحدة لتنسيق الشؤون الإنسانية أن عشرين شاحنة فقط من المساعدات دخلت غزة في 17 شباط/فبراير. حظرت المساعدات مرة أخرى في 19 فبراير. وبحلول 19 فبراير/شباط، شهدت المساعدات الإنسانية التي تدخل غزة "انخفاضا واضحا" منذ بداية الشهر.
وفي أوائل مايو/أيار 2024، هاجم المستوطنون الإسرائيليون شحنة مساعدات إنسانية كانت متجهة إلى معبر إيريز، بحسب وزارة الخارجية الأردنية.
بعد ذلك، أعلنت المجموعة الناشطة الإسرائيلية "تساف 9" مسؤوليتها عن إيقاف قافلة مساعدات في ترقوميا في تلال الخليل في 13 مايو 2024، متعهدة: "لن تمر أي مساعدات حتى يعود آخر الرهائن". كما قدمت تساف 9 اقتباسا من إسرائيلي جاء فيه: "إن اعتراض الشاحنات هو عمل نبيل ومفهوم لأي شخص يتمتع بعقل سليم". وقد انسكبت بعض المساعدات خلال الوقفة من قبل المتظاهرين اليمينيين، مما أدى إلى اعتقال الشرطة أربعة أشخاص، ولكن بعد مغادرة الشرطة، أضرمت النيران في شاحنتين للمساعدات. قال عمال توصيل المساعدات إن مرافقة الجنود الإسرائيليين لقافلة المساعدات لم تفعل شيئًا لمنع هجوم المستوطنين الإسرائيليين، حيث ذكر أحد عمال الإغاثة أن القافلة سافرت على "طريق عسكري خاص لا يستطيع المدنيون عبوره"، لكنها تعرضت لهجوم من قبل "ما لا يقل عن 400 مستوطن"، كانوا "يرشقون الحجارة" ويلقون المساعدات، فيما "لم يقدم لنا الجيش الإسرائيلي أي نوع من الحماية"، رغم تواجده ومشاهدته لما يحدث. الجيش كان في خدمة المستوطنين." 
ذكرت بي بي سي نيوز في أواخر مايو 2024: "قام النشطاء اليمينيون، بما في ذلك المستوطنون اليهود الذين يعيشون في الضفة الغربية المحتلة، بتحميل عشرات مقاطع الفيديو لحشود، بما في ذلك بعض الأطفال الصغار جدًا، وهم يلقون الطعام على الأرض ويدوسون على صناديق المساعدات". يقصد غزة وتصف مقاطع الفيديو الأخرى، كما تصفها بي بي سي نيوز، "إظهار حراس أمن إسرائيليين وهم يوقفون الشاحنات في القدس ويطالبون السائقين بإظهار أوراق تثبت أنهم لا ينقلون المساعدات إلى غزة. وجوههم مكشوفة ويبدو أنهم يتصرفون مع الإفلات التام من العقاب". وقد احتشد نشطاء السلام، من اليهود والعرب، في محاولة لحماية المساعدات؛ ادعى نشطاء السلام هؤلاء أن هناك رسائل نصية تظهر النشطاء الذين يهاجمون المساعدات يطلبون المساعدة من الشرطة الإسرائيلية والجيش الإسرائيلي ويحصلون عليها.

## القضايا المتعلقة

### استهداف عمال الإغاثة
في الفترة من 7 أكتوبر إلى 17 ديسمبر 2023، قُتل 135 من عمال الإغاثة التابعين للأمم المتحدة في قطاع غزة، مما يجعله الصراع الأكثر دموية للعاملين في الأمم المتحدة في تاريخ العالم. ووفقا لجيريمي كونينديك، رئيس منظمة اللاجئين الدولية، فإن "مخاوف الولايات المتحدة بشأن هذه الضحايا تظل مجرد خطابات بلاغية بحتة. وليس هناك أي نفوذ سياسي يمكن وضعه خلفها على الإطلاق. وبعيدا عن التعبير عن القلق والتعبير عن الأسف، فهذا هو المكان الذي يتوقف فيه الأمر". بحلول آذار/مارس 2024، قُتل ما لا يقل عن 165 من موظفي الأمم المتحدة في غزة منذ 7 تشرين الأول/أكتوبر، وتمت مهاجمة أكثر من 150 منشأة.
انتقد ديفيد إم ساترفيلد قيام إسرائيل بقتل الشرطة التي تحرس قوافل الشاحنات، مشيرا إلى أنها جعلت التوزيع الآمن للمساعدات "شبه مستحيل". صرح ممثل المجلس النرويجي للاجئين في 20 فبراير أن استهداف إسرائيل لقوافل المساعدات والشرطة كان "غير مقبول". في أعقاب وفاة أحد عمال الإغاثة – وهو عامل الإغاثة الأمريكي الخامس الذي قُتل في غزة – أصدرت المنظمة الأمريكية لمساعدة اللاجئين في الشرق الأدنى بيانا: "نطالب بإجراء تحقيق مستقل في وفاته، التي تهدد قدرة فريقنا على العمل بأمان وتقديم المساعدات للمدنيين الذين يواجهون المجاعة".
وفي مارس/آذار 2024، قصفت إسرائيل مركز توزيع الغذاء التابع للأمم المتحدة، مما أسفر عن مقتل أحد موظفي الأمم المتحدة وإصابة 22 آخرين. وكان أحد آخر مراكز التوزيع المتبقية للأمم المتحدة، مما دفع رئيس المساعدات الإنسانية بالأمم المتحدة مارتن غريفيث إلى القول بأن فرق المساعدة التابعة للأمم المتحدة "يجب حمايتها". وقال ستيفان دوجاريك، المتحدث باسم الأمين العام للأمم المتحدة: "إنه رمز مأساوي آخر للظروف التي يعمل في ظلها زملاؤنا في المجال الإنساني كل يوم في غزة". وفي اليوم التالي، أفادت التقارير أن إسرائيل قتلت 8 أشخاص في هجوم على مستودع مساعدات في مخيم النصيرات. في 15 مارس/آذار 2024، ذكر مسؤولون حكوميون في غزة أن 56 شخصا قتلوا في الهجمات الإسرائيلية على مراكز توزيع المساعدات خلال ال 48 ساعة السابقة فقط. وفي 18 مارس/آذار، ذكر المكتب الإعلامي في غزة أن إسرائيل اغتالت المسؤول عن تنسيق المساعدات الإنسانية لشمال غزة.
وفي 19 مارس/آذار، قُتل ما لا يقل عن 23 شخصا في استهداف طائرات مقاتلة إسرائيلية مجموعة من منسقي المساعدات الإنسانية في دوار الكويت. وفي وقت سابق من اليوم نفسه، قتلت غارة جوية إسرائيلية مدير الشرطة المسؤول عن تسهيل شاحنات المساعدات الإنسانية في شمال غزة. وذكر المكتب الإعلامي في غزة في 20 مارس/آذار أن أكثر من 100 عامل إغاثة قتلوا في الأيام السبعة السابقة. وصرح الأمين العام للأمم المتحدة أنطونيو غوتيريش أن "البعض منهم، الذين يتمتعون بعقود من الخبرة، قالوا إنهم لم يواجهوا أبدًا وضعًا صعبًا مثل هذا. يحتاج عمال الإغاثة إلى الموارد وإمكانية الوصول والسلامة - الآن". في 29 مارس، أفادت التقارير أن هجومًا إسرائيليًا أدى إلى مقتل قوة من الشرطة الفلسطينية كانت تساعد في جلب المساعدات إلى شمال غزة. وانتقدت الأمم المتحدة الهجوم قائلة: "يجب أن تتوقف عمليات القتل هذه. ويتطلب توصيل المساعدات الفعالة لمن هم في أمس الحاجة إليها النظام المدني".
في 2 أبريل، قصف جيش الاحتلال موظفي المطبخ المركزي العالمي. وأسفر القصف عن مقتل سبعة من عمال الإغاثة الإنسانية. ووفقا للأمين العام للأمم المتحدة أنطونيو غوتيريش، فإن الضربات رفعت العدد الإجمالي لعمال الإغاثة الذين قتلوا منذ 7 أكتوبر/تشرين الأول إلى 196 شخصا. ووصف رئيس منظمة اللاجئين الدولية عمليات القتل بأنها "جزء من نمط واضح" وجريمة حرب. وذكرت منظمة أطباء بلا حدود أن عمليات القتل كانت مثالاً على كيفية "عدم احترام القانون الدولي الإنساني". وذكرت وزارة الخارجية البولندية أن "بولندا تعترض على تجاهل القانون الدولي الإنساني". صرح الأمين العام لمنظمة أطباء بلا حدود كريستوفر لوكيير أن "هذا النمط من الهجمات إما مقصود أو مؤشر على عدم الكفاءة المتهورة". في مايو/أيار 2024، قُتل أول عامل إغاثة دولي تابع للأمم المتحدة أثناء وجوده في مركبة تحمل علامة الأمم المتحدة في رفح. وذكرت هيومن رايتس ووتش أن إسرائيل استهدفت بشكل متكرر المواقع المعروفة للعاملين في مجال المساعدات الإنسانية.

### استهداف المساعدات
في 8 مارس، قُتل خمسة أشخاص الإنزالات الجوية بعد فشل فتح المظلة. وذكر أحد الشهود أن "المظلة لم تنفتح وسقطت مثل الصاروخ على سطح أحد المنازل". ووصفه ستيفان دوجاريك بأنه "حادث مأساوي". وفي 9 مارس/آذار، أدت عملية إنزال جوي ثانية إلى إصابة طالبي المساعدات الذين نقلوا إلى مستشفى الشفاء.
أفادت وزارة الصحة في غزة أنه في 14 مارس/آذار، بمقُتل ما لا يقل عن 20 شخصًا وجُرح 155 آخرين بسبب القصف الإسرائيلي أثناء انتظارهم المساعدات الإنسانية في ساحة الكويت. ونفى الجيش الإسرائيلي أن قواته أطلقت النار على طالبي المساعدة وادعى أن "الفلسطينيين المسلحين" هم من فعلوا ذلك. وفي 26 مارس/آذار، ذكر المكتب الإعلامي الحكومي في غزة أن 12 شخصا غرقوا أثناء محاولتهم انتشال طرود المساعدات التي ألقيت في البحر. وأظهرت لقطات تم التحقق منها في 31 مارس/آذار جثة متشابكة في مظلة حزمة المساعدات. وذكر المكتب الإعلامي الحكومي في مايو 2024 أن صبيا يبلغ من العمر 14 عاما أصيب بجروح خطيرة بعد أن فتح "علبة طعام مفخخة".

## ردود الفعل

### إسرائيل
وفي مؤتمر صحفي عقده في كانون الثاني/يناير 2024، تفاخر نتنياهو بأن إسرائيل لم تقدم سوى الحد الأدنى من المساعدات؛ "نحن نقدم الحد الأدنى من المساعدات الإنسانية، ... إذا أردنا تحقيق أهدافنا الحربية، فإننا نقدم الحد الأدنى من المساعدات. في 23 فبراير، أفادت التقارير أن أكثر من ثلثي اليهود الإسرائيليين يعارضون حركة المساعدات الإنسانية إلى غزة من خلال استطلاع أجراه المعهد الإسرائيلي للديمقراطية. وعرض الاستطلاع أيضًا خيار السماح بدخول المساعدات الإنسانية إلى غزة عبر هيئات دولية ثبت عدم ارتباطها بحماس أو الأونروا (بعد الادعاءات الإسرائيلية)، وما زال أغلبية اليهود الإسرائيليين يعارضون المساعدات الإنسانية.
دفع الالتباس بشأن المساعدات الإنسانية المسموح بدخولها إلى غزة والأشياء المرفوضة، منظمة "جيشا" الحقوقية الإسرائيلية إلى تقديم طلب بموجب قانون حرية المعلومات في فبراير/شباط 2024. ويهدف الطلب إلى أن تنشر الحكومة الإسرائيلية تفاصيل أي قيود جديدة على المساعدات منذ هجمات 7 أكتوبر/تشرين الأول. أوقفت وزارة الرفاه الإسرائيلية تجديد التأشيرات مؤقتًا للعاملين في مجال المساعدات الإنسانية في فبراير/شباط 2024، قائلة إنها لا تستطيع التحقيق في العلاقات المحتملة لمقدمي الطلبات مع الجماعات المسلحة.
في مايو 2024، رفعت خمس منظمات حقوقية إسرائيلية دعوى قضائية ضد الحكومة بسبب القيود التي فرضتها على المساعدات الإنسانية، قائلة: "من غير المعقول أن المجيبين، الذين يعترفون بعدم وجود أدنى فكرة عن حجم المساعدات المطلوبة لسكان قطاع غزة، يزعمون أنهم أوفوا بالتزاماتهم – بل وأكثر من ذلك”. نفى رون ديرمر، وزير الشؤون الاستراتيجية الإسرائيلي، وجود مجاعة، قائلاً إن التصريحات التي تشير إلى عكس ذلك "كلها كاذبة".

### فلسطين
ردًا على أنباء مفادها أن الولايات المتحدة تقوم ببناء ميناء مؤقت لتلقي المساعدات الإنسانية على ساحل غزة، قال أحد النازحين الفلسطينيين لقناة الجزيرة الإنجليزية : "كل هذه الأسلحة الأمريكية تقتل أطفالنا وتقتلنا أينما ذهبنا. نحن لا نحتاج إلى المساعدة منهم، ونحتاج إليهم لوقف القتل، ووقف الموت". صرح مدير مستشفى غزة الأوروبي أنه من الأهم التركيز على "رفع الحصار عن قطاع غزة وفتح المعابر". في مارس 2024، انتقد مسؤولو غزة حملات إسقاط المساعدات الإنسانية جوًا ووصفوها بأنها "دعاية مبهرجة وليست خدمة إنسانية".

### الأكاديميين
صرح محمد المصري، المحلل في معهد الدوحة للدراسات العليا، عن بداية عمليات الإنزال الجوي الأمريكية: "إنهم يريدون أن يكونوا قادرين على القول: لقد أخبرنا إسرائيل أنه لا توجد مساعدات كافية، وقمنا حتى بعمليات الإنزال الجوي هذه - لذا لم نكن متواطئين في هذه الإبادة الجماعية". انتقد رامي خوري، الصحفي والأستاذ في الجامعة الأمريكية في بيروت، خطة الولايات المتحدة لبناء ميناء في غزة، قائلاً: "أنا فقط أنتظر اليوم الذي يأتي فيه الإسرائيليون ويقصفون الميناء لأنهم قصفوا وكل شيء آخر موله الاتحاد الأوروبي والجهات المانحة الأخرى في الأراضي المحتلة. صرح مارك أوين جونز، الأستاذ في جامعة حمد بن خليفة، بأن إعلان بايدن عن إنشاء رصيف في غزة كان بمثابة "دعاية". صرح شاول تاكاهاشي، الأستاذ في جامعة أوساكا جوجاكوين، أنه إذا كانت الولايات المتحدة أو الاتحاد الأوروبي مهتمين بالفلسطينيين، "فإنهم لن يتظاهروا وكأنهم أبطال أفلام هوليوود الذين ينقلون الإمدادات جوا إلى برلين، لكنهم سيوقفون التدفق اللامتناهي للأسلحة إلى إسرائيل".
وتساءل محمد المصري، الباحث في المركز الفلسطيني للأبحاث والدراسات الإستراتيجية، "من سيوفر الأمن للمساعدات الإنسانية التي ترسل إلى الميناء، ومن سيقوم بالتوزيع الفعلي؟ ومن سيدير هذه العملية الإغاثية الكبيرة؟"  قال محمد المصري، الباحث في المركز العربي للأبحاث ودراسة السياسات: "لو كانت الولايات المتحدة جادة لضغطت على إسرائيل لفتح المعابر البرية والسماح بدخول المساعدات والإغاثة". في أواخر مارس 2024، صرح البروفيسور مارك أوين جونز، أن "بايدن ينتهك، أو على الأقل لا يطبق، قانون ليهي".

### الصحفيين
كتب عمران خان، صحفي الجزيرة الإنجليزية، عن الخطة الأمريكية لميناء جديد: "هناك طريقة أكثر فعالية للقيام بذلك كما كانت مستمرة لمدة 20 عامًا قبل 7 أكتوبر - المعابر البرية إلى قطاع غزة." كتبت هيئة تحرير صحيفة فايننشال تايمز في أوائل مارس/آذار 2024: "يوضح نقص المساعدات، أكثر من أي قضية أخرى، عجز الولايات المتحدة وحلفائها الغربيين... باعتبارها القوة المحتلة، تقع على عاتق إسرائيل مسؤولية ضمان توفير الغذاء الكافي للجياع." في مايو 2024، صرح مروان بشارة، كبير المحللين السياسيين في قناة الجزيرة، أن "إسرائيل لا تساهم في مساعدة غزة، كل شيء يأتي من العالم الخارجي... إسرائيل لا تفعل شيئًا – صفرًا – لشعب غزة"

### دوليا
خلال مكالمة مع نتنياهو في 15 فبراير 2024، سلط رئيس الوزراء البريطاني ريشي سوناك "سلط الضوء على حجم الأزمة الإنسانية في غزة وحث إسرائيل على فتح معبر كرم أبو سالم بالكامل والسماح بإيصال المساعدات الدولية بحرا عبر ميناء أشدود". وفي 18 فبراير/شباط، أعلن رئيس وزراء المملكة المتحدة ورئيس المفوضية الأوروبية أن هناك حاجة إلى "المزيد من المساعدات" في غزة. وفي 20 فبراير، صرح ويليام أمير ويلز، أن "هناك حاجة ماسة لزيادة الدعم الإنساني لغزة. ومن الأهمية بمكان أن تصل المساعدات". خلال رحلة قام بها بيني غانتس إلى المملكة المتحدة، صرح وزير الخارجية ديفيد كاميرون أن إسرائيل بحاجة إلى تغيير حجم المساعدات التي تدخل قطاع غزة. وقال كاميرون للصحفيين إنه لتجنب المجاعة واستمرار انتشار الأمراض، هناك حاجة إلى 500 شاحنة على الأقل يوميا في غزة.
وفي 28 فبراير، صرح متحدث باسم وزارة الخارجية القطرية قائلاً: "لم نر أي ضغط حقيقي من المجتمع الدولي للسماح بالدخول الكامل وغير المشروط للمساعدات. وينبغي تقديم المساعدات بحرية دون قيود". صرح الملك عبد الله بضرورة مضاعفة المساعدات الإنسانية لغزة. صرحت كامالا هاريس أن "الناس في غزة يتضورون جوعا... يجب على الحكومة الإسرائيلية أن تفعل المزيد لزيادة تدفق المساعدات بشكل كبير. لا أعذار". وفي مكالمة هاتفية، أبلغ وزير الدفاع الأمريكي نظيره الإسرائيلي أن هناك "حاجة ملحة" لزيادة المساعدات الإنسانية في جميع أنحاء غزة. خلال خطاب حالة الاتحاد لعام 2024، صرح الرئيس الأمريكي أن "المساعدة الإنسانية لا يمكن أن تكون اعتبارًا ثانويًا أو ورقة مساومة. يجب أن تكون حماية أرواح الأبرياء وإنقاذها أولوية". وفي 13 مارس/آذار، دعا الاتحاد الأوروبي وخمس دول أخرى إسرائيل إلى فتح المزيد من المعابر البرية إلى غزة.
صرح وزير الخارجية النرويجي إسبن بارث إيدي أنه "يجب على إسرائيل ضمان زيادة وصول الإمدادات الغذائية الحيوية والمساعدات إلى غزة وداخلها". ودعا وزير الخارجية النيوزيلندي ونستون بيترز إسرائيل إلى اتخاذ "جميع الخطوات الضرورية والفعالة لضمان توفير الخدمات الأساسية والمساعدات الإنسانية التي تشتد الحاجة إليها دون تأخير دون عوائق". بعد استهداف عمال المطبخ المركزي العالمي، قال الرئيس الأمريكي جو بايدن: "إن إسرائيل لم تفعل ما يكفي لحماية عمال الإغاثة". وفي اتصال مع نتنياهو، قال ريشي سوناك: "لقد فقد عدد كبير جدًا من عمال الإغاثة والمدنيين العاديين حياتهم في غزة والوضع لا يطاق على نحو متزايد". وصرح السيناتور الأمريكي تيم كين أن "كمية المساعدات التي سمحت إسرائيل بدخولها إلى غزة كانت بطيئة بشكل مؤلم وغير كافية بشكل كبير".
في 11 ديسمبر/كانون الأول، كتب رؤساء 6 منظمات إنسانية رئيسية - بما في ذلك: منظمة كير بالولايات المتحدة الأمريكية، وميرسي كوربس، والمجلس النرويجي للاجئين، وأوكسفام أمريكا، والمنظمة الدولية للاجئين، ومنظمة إنقاذ الطفولة - مقالة افتتاحية مشتركة في صحيفة نيويورك تايمز جاء فيها: "لم نر شيئا مثل حصار غزة".

#### بيت الحرية
وأصدرت منظمة "فريدوم هاوس" بيانا تحذيريا، سلطت فيه الضوء على تصاعد خطورة الأزمة الإنسانية، وحثت الحكومة الإسرائيلية على الالتزام بالقانون الدولي الإنساني.

#### المساعدات الإنسانية التي يقدمها الاتحاد الأوروبي
ودعا منسق المساعدات الإنسانية بالاتحاد الأوروبي ، يانيز لينارسيتش، إسرائيل إلى فتح معابرها البرية. وفي بيان مشترك، وصف لينارسيتش وجوزيب بوريل الوضع "ما هو أبعد من الكارثة" ودعت إسرائيل إلى فتح معابرها البرية من أجل "تأمين مساعدات غذائية مؤثرة لجميع سكان غزة، وتوفير المساعدات الطبية المتخصصة لمعالجة سوء التغذية وتنفيذ تدابير الصحة العامة". وقال البنك الدولي في بيان له: "إننا ننضم إلى المجتمع الدولي في الدعوة إلى الوصول الفوري والحر ودون عوائق للإمدادات الطبية والغذاء والخدمات الأساسية للحياة" إلى غزة.

#### أطباء بلا حدود
وفقًا لمقطع فيديو لمنظمة أطباء بلا حدود شاركته رئيسة منظمة العفو الدولية أنييس كالامارد: "إن هذه الإبادة الوحشية لنظام صحي سكاني بأكمله تمتد إلى ما هو أبعد مما يمكن للمساعدات الإنسانية إصلاحه". في 4 ديسمبر/كانون الأول، قامت رئيسة الصليب الأحمر ميريانا سبولجاريك إيجر بزيارة إلى قطاع غزة قائلة: "إن الأشياء التي رأيتها هناك تفوق أي شيء يمكن لأي شخص أن يكون في وضع يمكنه من وصفه".

### المنظمات الإنسانية
في 26 فبراير، ذكرت الأونروا أن الفشل في إيصال المزيد من المساعدات الإنسانية إلى غزة كان "كارثة من صنع الإنسان" ناجمة عن "القيود الأمنية الإسرائيلية والإغلاقات المؤقتة عند كلا المعبرين". صرح أنطونيو جوتيريس أن الهجوم على رفح سيكون "المسمار الأخير في نعش" برامج المساعدات. وقال المتحدث باسم المفوضية السامية لحقوق الإنسان في الأمم المتحدة، جيريمي لورانس، إنه "يجب فتح المعابر الحدودية بالكامل واتخاذ الخطوات اللازمة لضمان الحركة الحرة والآمنة لقوافل المساعدات إلى المدنيين أينما كانوا".
وذكرت سيغريد كاغ أن إسرائيل لم تفتح معبرًا حدوديًا بريًا بسبب "الحساسيات الداخلية". صرح جيمس ماكغولدريك، أحد كبار مسؤولي الأمم المتحدة، أن المساعدات لم تدخل غزة لأن "إسرائيل قررت أنها تريد ذلك سياسياً وعسكرياً، والأهم من ذلك، أنها تستطيع القيام بذلك، وقد مضت قدماً وفعلت ذلك". وصف تور وينيسلاند افتتاح الممر البحري الدولي بأنه رد على "الإحباط العميق في المجتمع الدولي من عدم قدرتنا على الحصول على إمدادات كافية". رد جيريمي كونينديك، رئيس منظمة اللاجئين الدولية، على عمليات الإنزال الجوي للمساعدات الإنسانية الدولية، قائلاً: "إن تسهيل عمليات الإنزال الجوي - وتوجيه التغطية الإعلامية حولها - يعطي مظهرًا عامًا بأن إسرائيل تتعاون مع الجهود الإنسانية. وحقيقة ضرورة أخذها في الاعتبار هي عامل رئيسي. فشل السياسة". وفي تقرير لها، وجدت منظمة اللاجئين الدولية أيضًا أن إسرائيل منعت "بشكل مستمر ودون أساس" المساعدات الإنسانية من دخول غزة.
وذكر نائب مدير منظمة الإنسانية والإدماج أنه أذهل من الظروف في غزة - وهي أسوأ ما رآه في حياته - مشيرا إلى أنه لم ير قط مثل هذا "القصف لمنطقة مكتظة بالسكان ومغلقة للغاية، وانعدام شبه كامل لوصول المساعدات الإنسانية". في مارس/آذار 2024، ذكرت منظمة أطباء بلا حدود أن "الغذاء والماء والإمدادات الطبية التي يحتاجها الناس بشدة في غزة موجودة عبر الحدود مباشرة. وعلى إسرائيل تسهيل تدفق الإمدادات بدلا من منعها". ذكرت مجموعة من أبرز اثنتي عشرة منظمة لحقوق الإنسان في إسرائيل أن إسرائيل فشلت في الالتزام بالحكم المؤقت الذي أصدرته محكمة العدل الدولية لتسهيل وصول المساعدات الإنسانية إلى غزة.
وقالت أنييس كالامارد، رئيسة منظمة العفو الدولية، إن "عمليات الإنزال الجوي وبناء الميناء هي علامة على العجز والضعف من جانب المجتمع الدولي". وأصدرت مجموعة مكونة من 25 منظمة إنسانية بيانا مشتركا جاء فيه: "لا يمكن للدول أن تختبئ وراء عمليات الإنزال الجوي والجهود المبذولة لفتح ممر بحري لخلق الوهم بأنها تفعل ما يكفي لدعم الاحتياجات في غزة. ومسؤوليتها الأساسية هي منع الجرائم الفظيعة من الانكشاف". ووجد تقرير لمنظمة اللاجئين الدولية أن الحظر الإسرائيلي للمساعدات أدى إلى خلق ظروف شبيهة بالمجاعة "مروعة". وصرح رئيس لجنة الإنقاذ الدولية بأن عمليات الإنزال الجوي كانت "غير آمنة وغير فعالة وغير إنسانية".
في مايو 2024، ذكرت هيومن رايتس ووتش أن إسرائيل تتحدى الإجراء الذي اتخذته محكمة العدل الدولية لتسهيل المساعدات الإنسانية.